# Overseas
Overseas is een historisch Brits merk van motorfietsen.
De bedrijfsnaam was: The Overseas Motor Co. Ltd., Ladywood, Birmingham.
Dit merk bouwde zijn machines uitsluitend voor de Britse koloniën. Ze werden ontworpen door W.J. Lloyd, die ook verantwoordelijk was voor het ontwerp van de Quadrant-motorfietsen.
Bij Overseas betrof het vooral 3,5pk-eencilinders, maar vanaf 1915 ook robuuste 7pk-842cc-zijklep V-twins die zeer geschikt waren voor moeilijker terrein. Daarvoor waren ze voorzien van een verstevigd frame en een Druid-voorvork. De motorfietsen waren leverbaar met directe riemaandrijving, maar optioneel ook met een Sturmey-Archer drieversnellingsbak.
De productie begon in 1914 en eindigde in 1916.